# Коринебактерії
Коринебактерії (лат. Corynebacterium) — рід грампозитивних палочкоподібних актинобактерій з сімейства Corynebacteriaceae порядка Mycobacteriales, по виду являє собою булавоподібні коринеформні бактерії. Більшість видів коринебактерій, наявних у природі, не патогенні для людини, проте існує цілий ряд винятків. Найбільш дослідженим видом є патогенна Corynebacterium diphtheriae, здатна викликати дифтерію. Для опису C. diphtheriae і схожих з нею бактерій спочатку і був створений рід.

## Патогенні коринебактерії
Коринебактерії виду Corynebacterium diphtheriae, що виробляють дуже сильний екзотоксин, є збудниками однієї з найбільш відомих інфекцій людини — дифтерії.
Corynebacterium minutissimum — збудник еритразми, хронічного псевдомікозу, що вражає епідерміс переважно у великих складках шкіри.
Corynebacterium amycolatum, Corynebacterium urealyticum, Corynebacterium striatum і, особливо резистентні до пеніцилінів, аміноглікозидів і хінолонів штами Corynebacterium jeikeium є причиною госпітальних інфекцій.
Так звані недифтерійні коринебактерії (Corynebacteria non diphtheriae) Corynebacterium ulcerans і Corynebacterium pseudotuberculosis викликають дифтерієподібні захворювання, псевдоперепончатий фарингіт, помірний фарингіт, отит, лімфаденіт, шкірні виразки.
Інші недифтерійні коринебактерії: Corynebacterium pseudodiphtheriticum, Corynebacterium xerosis, Corynebacterium riegelii, Corynebacterium striatum і інші, які є умовно-патогенними мікроорганізмами, колонізуючі шкіру і слизові оболонки людини іноді виділяють від пацієнтів з гострими захворюваннями верхніх дихальних шляхів (10-15 %), гнійно-септичними процесами, патологією урогенітального тракту (61,1—70,0 %), шкіри та ін. (Е. А. Вороніна).
Залежно від біологічних особливостей різні види коринебактерій здатні вражати шкіру і внутрішні органи, особливо у літніх людей, пацієнтів з імуносупресією або мультиорганною патологією. У випадках інфікування венозних або черевних катетерів, нейрохірургічних шунтів спостерігається бактеріємія. Багато представників коринебактерій стають причиною ендокардиту, пневмоній, септичного артриту і остеомієліту, інфекцій при протезуванні, захворювань сечостатевої системи.

## Непатогенні види коринебактерій
Коринебактерії присутні в нормі в товстій кишці людини.
Непатогенні види коринебактерій використовуються в промисловості для виробництва амінокислот, нуклеотидів, ферментів, біоконверсії стероїдів і виробництві сирів. Один з найбільш вивчених видів коринебактерій Corynebacterium glutamicum застосовується при біосинтезі глутамінової кислоти.
Вид Corynebacterium ammoniagenes і Corynebacterium flavescens дозволені СанПіН 2.3.2.2340-08 РФ для використання в харчовій промисловості РФ.

## Класифікація
Більшість видів коринебактерій є неліполітичними, тобто нездатними розкладати жир. Ліполітичні (ліпофільні) мікроорганізми можуть рости і розмножуватися в ліпідах. Неліполітичні бактерії поділяються на ферментуючі і неферментуючі:
- неліполітичні коринебактерії
  - Ферментуючі коринебактерії:
    - Corynebacterium argentoratense
    - Corynebacterium amycolatum
    - Corynebacterium diphtheriae
    - Corynebacterium glucuronolyticum
    - Corynebacterium striatum
    - Corynebacterium matruchotii
    - Corynebacterium minutissimum
    - Corynebacterium xerosis

  - Неферментуючі коринебактерії:
    - Corynebacterium afermentans subsp. afermentans
    - Corynebacterium auris
    - Corynebacterium pseudodiphtheriticum
    - Corynebacterium propinquum
- Ліполітичні (ліпофільні) коринебактерії
  - Corynebacterium accolens
  - Corynebacterium afermentans subsp. lipophilum
  - Corynebacterium bovis
  - Corynebacterium jeikeium
  - Corynebacterium macginleyi
  - Corynebacterium urealyticum
  - Corynebacterium uropygiale

## Антибіотики, активні щодо коринебактерій
Антибактеріальні засоби, активні щодо коринебактерій: кларитроміцин, азитроміцин. Ванкоміцин і джозаміцин активні щодо Corynebacterium diphtheriae. Клотримазол і еритроміцин — щодо Corynebacterium minutissimum. Коринебактерії резистентні до ципрофлоксацину.